# Haubold von Miltitz

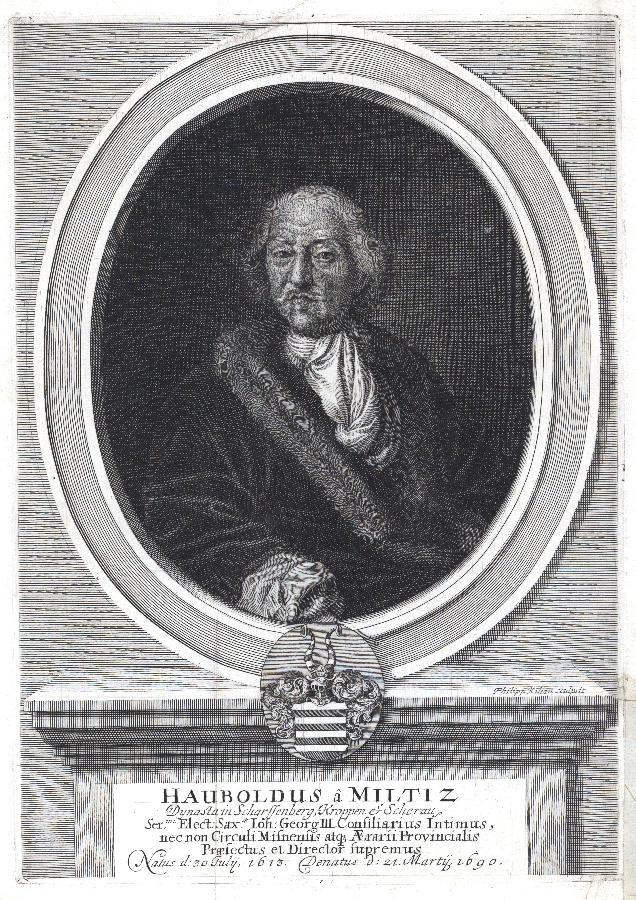
Haubold von Miltitz

Haubold von Miltitz (* 30. Juli 1613 in Schenkenberg; † 21. März 1690 in Dresden) war ein kursächsischer Kanzler, Wirklicher Geheimer Rat, Hofmarschall, Kammerrat und Steuerdirektor. Er zählt zu den bedeutendsten Hofbeamten unter Kurfürst Johann Georg II. von Sachsen.

## Leben
Haubold von Miltitz stammte aus dem sächsischen Adelsgeschlecht von Miltitz und war der Sohn des kursächsischen Kreissteuereinnehmers Alexander von Miltitz (1578–1635) und dessen Ehefrau Elisabeth, geborene von Einsiedel (1584–1645).
Er studierte ab 1629 Rechtswissenschaften an den Universitäten Leipzig und Wittenberg, wechselte aber auch nach Hamburg, Groningen und Leiden.
1645 wurde er Hof- und Justizrat am Dresdner Hof, wo er 1653 einen Platz im Engeren Ausschuss der Ritterschaftskurie des Landtages erhielt. Nach dem Regierungsantritt von Kurfürst Johann Georg II. von Sachsen 1656 nahm er verschiedene Hofämter wahr. Zunächst wurde er Kanzler, 1660 dann Hofmarschall, 1661 Kammerrat und 1664 Hauptmann des Meißnischen Kreises und Direktor der Land- und Tranksteuer.
Das höchste Amt errang Haubold von Miltitz im Jahre 1680, als er zum Wirklichen Geheimen Rat ernannt wurde.
Wirtschaftlich hatte Haubold von Miltitz vorgesorgt, da er mehrere Rittergüter erwarb. Nachdem er das väterliche Gut Oberau seinen Brüdern überlassen hatte, erwarb er Scharfenberg, Schenkenberg, Scheerau und 1677 das Rittergut Kroppen. 1681 erwarb er zusätzlich von der Stadt Ortrand das Dorf Heinersdorf hinzu.
Haubold von Miltitz starb 1690. Seine Leichenpredigt erschien im Druck. Philipp Kilian schuf ein Porträt von ihm.